# Saúde na Guiana
Comparada com outros países vizinhos, a Guiana ocupa uma posição ruim em relação aos indicadores básicos de saúde. Os serviços básicos de saúde no interior são primitivos ou inexistentes e alguns procedimentos não estão disponíveis. Embora o perfil de saúde da Guiana fique aquém em comparação com muitos de seus vizinhos do Caribe, houve um progresso notável desde 1988, e o Ministério da Saúde está trabalhando para melhorar as condições, procedimentos e instalações. Muitos guianenses procuram atendimento médico nos Estados Unidos, Trinidad e Tobago ou Cuba.

## Infraestrutura de saúde
A prestação de serviços de saúde é fornecida em cinco níveis diferentes no setor público:
- Nível I: postos de saúde locais (166 no total), que prestam cuidados curativos preventivos e simples para doenças comuns e tentam promover práticas de saúde adequadas. Os agentes comunitários de saúde trabalham com eles.
- Nível II: Centros de Saúde (109 no total) que oferecem atividades de promoção e cuidados preventivos e de reabilitação. Idealmente, eles contam com um extensionista médico ou enfermeiro de saúde pública, além de um auxiliar de enfermagem, um dentista e uma parteira.
- Nível III: Dezenove Hospitais Distritais (com 473 leitos) que prestam cuidados básicos para pacientes internados e ambulatoriais (embora mais os últimos que os primeiros) e serviços de diagnóstico selecionados. Eles também devem ser equipados para fornecer serviços radiológicos e laboratoriais simples e capazes de ginecologia, fornecendo atendimento odontológico preventivo e curativo. Eles são projetados para atender áreas geográficas com populações de 10.000 ou mais.
- Nível IV: Quatro hospitais regionais (com 620 leitos) que prestam serviços de emergência, cirurgia de rotina e atendimento obstétrico e ginecológico, serviços odontológicos, serviços de diagnóstico e serviços especializados em medicina geral e pediatria. Eles foram projetados para incluir o suporte necessário para esse nível de serviço médico em termos de instalações de laboratório e raios-X, farmácias e especialização em dietética. Esses hospitais estão localizados nas regiões 2, 3, 6 e 10.
- Nível V: o National Referral Hospital (937 leitos) em Georgetown, que fornece uma ampla gama de serviços de diagnóstico e especialistas, tanto para pacientes internos quanto externos; o Hospital Psiquiátrico de Canje; e o Hospital Geriátrico em Georgetown. Há também um centro de reabilitação infantil.

Esse sistema está estruturado para que seu bom funcionamento dependa intimamente de um processo de encaminhamento. Exceto em emergências graves, os pacientes devem ser atendidos primeiro nos níveis mais baixos, e aqueles com problemas que não podem ser tratados nesses níveis são encaminhados para níveis mais altos no sistema. No entanto, na prática, muitos pacientes ignoram os níveis mais baixos.
Atualmente, o setor da saúde não pode oferecer certos serviços terciários sofisticados e serviços médicos especializados, cuja tecnologia não é acessível na Guiana ou para a qual os médicos especialistas necessários não estão disponíveis. Mesmo com melhorias substanciais no setor da saúde, a necessidade de tratamento no exterior para alguns serviços pode permanecer. O Ministério da Saúde presta assistência financeira aos pacientes que necessitam desse tratamento, priorizando as crianças cuja condição pode ser reabilitada com melhorias significativas em sua qualidade de vida.
Existem 10 hospitais pertencentes ao setor privado e a empresas públicas, além de instalações de diagnóstico, clínicas e dispensários nesses setores. Esses dez hospitais fornecem 548 leitos. Dezoito clínicas e dispensários são de propriedade da GUYSUCO.
O Ministério da Saúde e Trabalho é responsável pelo financiamento do Hospital Nacional de Referência em Georgetown, que recentemente se tornou uma empresa pública administrada por um Conselho independente. A região 6 é responsável pelo gerenciamento do Hospital Nacional de Psiquiatria. O Hospital Geriátrico, anteriormente administrado pelo Ministério do Trabalho, passou a ser responsabilidade do Ministério de Recursos Humanos e Seguridade Social da Guiana em dezembro de 1997.
A Folha de Informações Consulares do Departamento de Estado dos EUA adverte "O atendimento médico está disponível para pequenas condições médicas. O atendimento de emergência e a hospitalização por doenças ou cirurgias médicas graves são limitadas devido à falta de especialistas treinados adequadamente, abaixo do atendimento hospitalar abaixo do padrão e com falta de higiene. O serviço de ambulância é precário e pode não estar disponível rotineiramente para emergências. Muitos guianenses procuram atendimento médico nos Estados Unidos, Trinidad e Tobago ou Cuba.

## Estado de saúde

### Expectativa de vida
Em 2012, a expectativa de vida ao nascer foi estimada em 71,0 anos.

### Doenças
As principais causas de mortalidade para todas as faixas etárias são as doenças cerebrovasculares (11,6%); cardiopatia isquêmica (9,9%); distúrbios da imunidade (7,1%); doenças do sistema respiratório (6,8%); doenças da circulação pulmonar e outras formas de doenças cardíacas (6,6%); doenças endócrinas e metabólicas (5,5%); doenças de outras partes do sistema digestivo (5,2%); violência (5,1%); alguma condição originada no pré-natal (4,3%); e doenças hipertensivas (3,9%). As dez principais causas de morbidade para todas as faixas etárias são, em ordem decrescente: malária; infecções respiratórias agudas; sintomas, sinais e condições mal definidas ou desconhecidas; hipertensão; acidente e lesões; doença diarreia aguda; diabetes mellitus; infestação por vermes; artrite reumática; e distúrbios mentais e nervosos.
Esse perfil de morbidade indica que pode ser melhorado substancialmente por meio de cuidados preventivos de saúde aprimorados, melhor educação sobre questões de saúde, acesso mais amplo a serviços de água potável e saneamento e maior acesso a serviços básicos de saúde de boa qualidade. Várias organizações não-governamentais, incluindo Assistência Educacional e de Saúde para a Guiana (HERG, INC) e Assistência Médica da Guiana (GMR, INC) estão atualmente trabalhando para resolver esses problemas, melhorando o acesso à saúde e a infraestrutura educacional.

### Suicídio
O suicídio é uma das principais causas de morte na Guiana. A Guiana sofre com a maior taxa de suicídio de qualquer país da América do Sul. Em 2008, estimou-se que pelo menos 200 pessoas cometem suicídio a cada ano na Guiana, ou 27,2 pessoas para cada 100.000 pessoas a cada ano.

### Assassinato
Em 2008, a Guiana teve uma taxa de homicídios de 26 por 100.000.

### Cuidados de saúde materno-infantil
A taxa de mortalidade materna em 2010 por 100.000 nascimentos na Guiana é 260. Isso é comparado com 143,1 em 2008 e 162,3 em 1990. A taxa de mortalidade abaixo de 5 anos por 1.000 nascimentos é 36 e a mortalidade neonatal como uma porcentagem da mortalidade abaixo de 5 anos é 60. Na Guiana, o número de parteiras por 1.000 nascidos vivos não está disponível e o risco de morte para mulheres grávidas é de 1 em 150.